# Jama (gmina Kranj)
Jama – wieś w Słowenii, w gminie miejskiej Kranj. W 2018 roku liczyła 256 mieszkańców. 